# Église Saint-Pierre-Saint-Paul de Mailleroncourt-Saint-Pancras
Pour les articles homonymes, voir Église Saint-Pierre-et-Saint-Paul.
L'église Saint-Pierre-Saint-Paul est une église catholique située à Mailleroncourt-Saint-Pancras, en France.

## Localisation
L'église est située sur la commune de Mailleroncourt-Saint-Pancras, dans le département français de la Haute-Saône.

## Historique
L'édifice est inscrit au titre des monuments historiques en 1987.